# 甜蜜蜜 (电影)
《甜蜜蜜》是1996年嘉禾电影出品的一部香港电影，由陈可辛执导，张曼玉和黎明主演。本片荣获第34屆金馬獎最佳剧情片和最佳女主角奖，及第16届香港电影金像奖最佳电影、最佳导演等9项大奖，同時獲美国《时代周刊》评为1997年度十大佳片第二名。在2005年，獲香港電影金像獎協會票選為「最佳華語片一百部」之一。其中男女主角骑单车时哼唱甜蜜蜜成为经典场面。

## 製作概念
本片是為紀念歌手鄧麗君逝世而作，曾計劃以《大城小愛》為片名，其後改以《甜蜜蜜》命名，主要的取景地是1980至1990年代的香港尖沙咀，其中主要圍繞尖東一帶，而故事發生的年代正是鄧麗君在日本乃至整個東亞最為活躍的巔峰時期，最後以她不幸因病去世這一事件為全片故事結尾的契機。導演陳可辛與美術指導奚仲文說服了男主角黎明把頭髮剪短，並與黎明的專屬髮型師一起商討如何剪髮，由此塑造出「黎小軍」造型。

### 故事概要
1986年3月，黎小軍告別女友小婷，從天津來到香港討生活，期望有天把小婷接來風光地成婚。黎小軍在速食店與同樣從大陸到香港討生活的李翹結識，因為共同喜愛鄧麗君，兩人在交往的過程中產生了真愛。但之後黎小軍依然娶了小婷，而李翹跟著黑社會老大豹哥離開香港。黎小軍之後轉往美國紐約工作，李翹在漂泊各地之後也移居紐約，兩人於1995年重逢。

## 演員表

### 主要演員
| 演員             | 角色           | 介紹 |
| 黎明             | 黎小军         | 1986年3月從天津來到香港工作，期望將女友方小婷從中國內地接到香港結婚，導演陳可辛表示黎明出生於北京，其形象及身世背景符合角色設定。 |
| 张曼玉           | 李翘           | 1986年3月從廣州來到香港工作，期望找到賺大錢的出路。導演陳可辛表示原定計劃邀請王菲飾演此角色，因王菲拒絕演出，才邀請張曼玉參與演出，由於張曼玉的普通話說得不好，影響了電影的拍攝進度，因此將其飾演参角色重新設定為廣州人，順理成章以粵語對白演出。 |
| 曾志伟           | 欧阳豹         | 黑道大佬，為討好李翹於背部紋上米奇老鼠。 |
| 张同祖           | 阿恩           | 黎小軍於香港工作餐廳的主廚。 |
| 杜可风           | Jeremy／齋鹵味 | 黎小軍的英文教師，芥蘭的男友。 |
| 杨恭如           | 方小婷         | 小军的女友，後成為其妻。 |
| Len Berdick      | 移民官         | |
| Michelle Gabriel | 芥蘭           | 於香港工作的泰國妓女，Jeremy的女友。 |
| 諸慧荷           | Aunt Rosie     | 小军的姑母，偶像为威廉·荷顿，並一直聲稱自己和他曾經約會。 |
| 丁羽             | George         | |
| 陳孝貞           | 骨場經理       | 方小婷在骨場認識歐陽豹 |

### 其他主創
- 出品人：曾志偉、鄒文懷
- 副導演／助理导演：邓汉强、關信輝、趙良駿
- 製片：張志光、杜玉貞、Gine Lui
- 執行監製：鍾珍
- 艺术指导：奚仲文
- 服装设计：吴里璐、陳秀明

## 语录
李翘
- 千辛万苦来香港，怎么可以马马虎虎过着一辈子啊。
- 黎小军同志，我来香港的目的也不是你呀，你来香港的目的也不是我呀。

## 各界評價

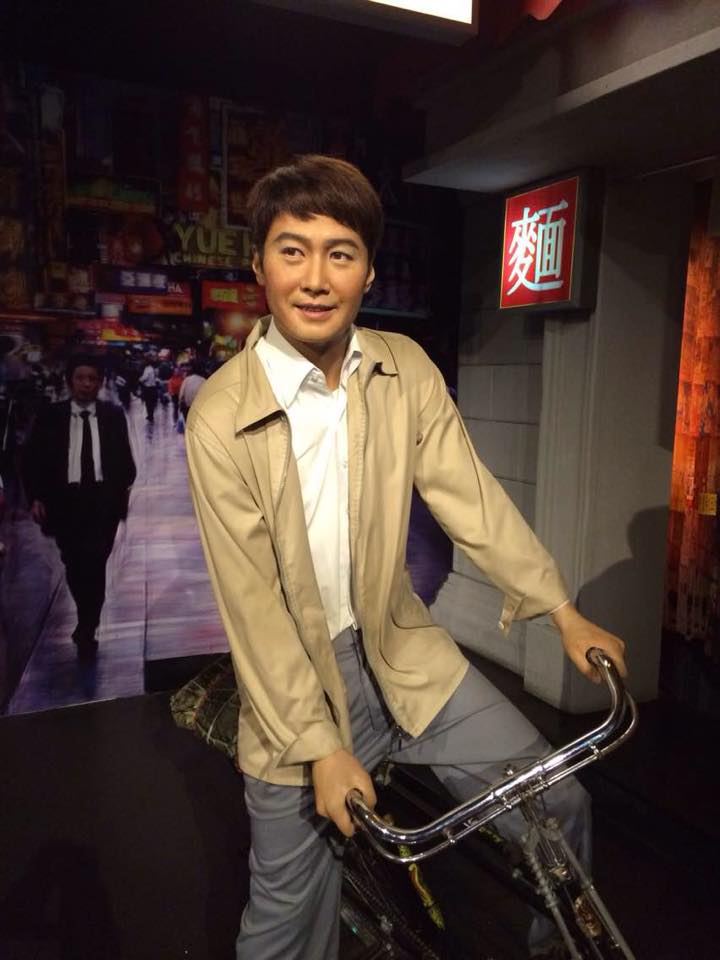
2006年，香港杜莎夫人蠟像館以「黎小軍」角色造型為黎明塑造蠟像。

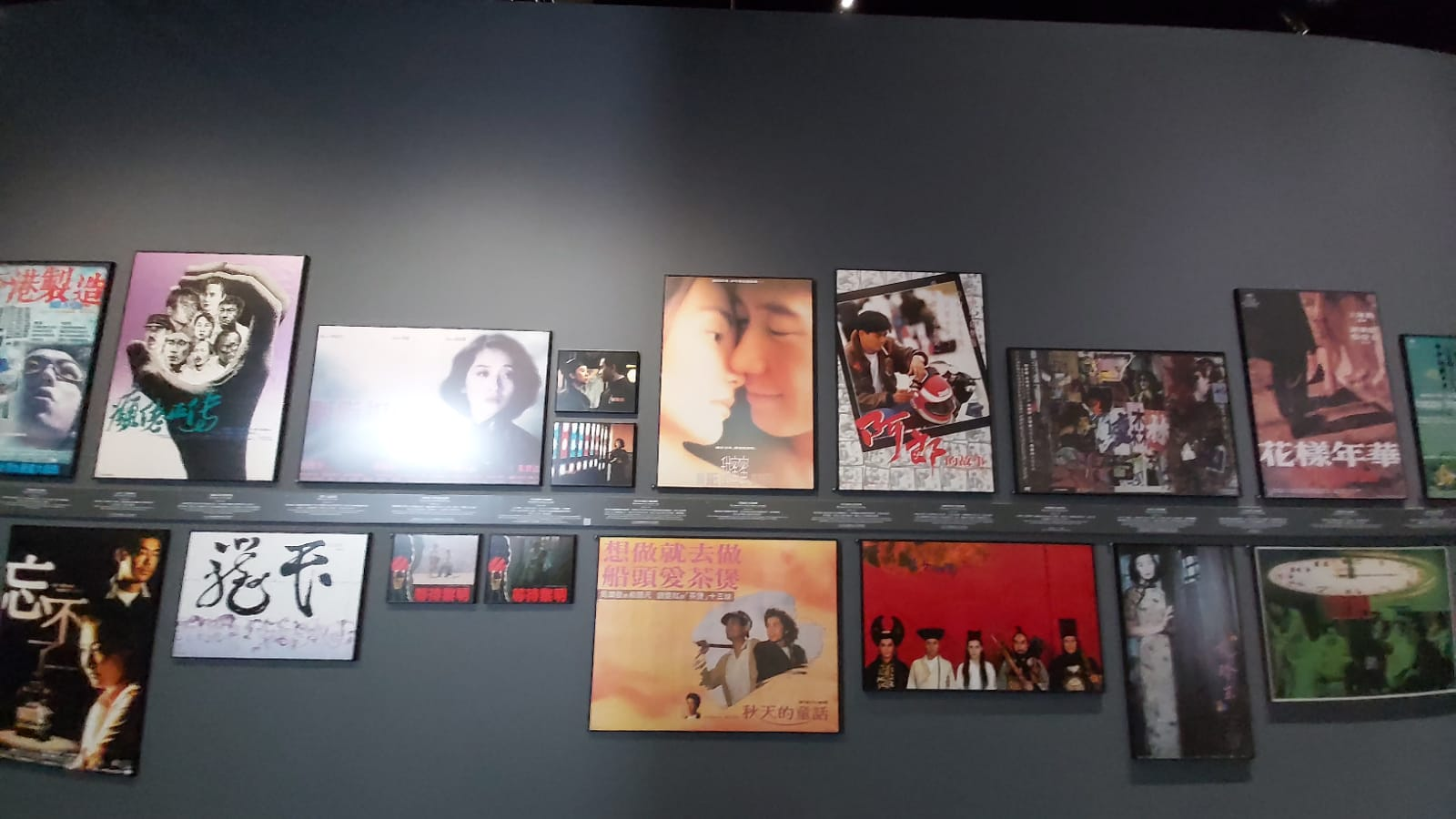
《甜蜜蜜》電影海報是2021年香港文化博物館「瞧潮香港60+」的展覽品之一

《甜蜜蜜》普遍獲得影評人及觀眾的正面評價，根據爛番茄網站所收集的九個官方影評及四千多個觀眾評價，官方影評人給予的「新鮮度」為89%，觀眾給予的「爆米花」指數為92%；而互聯網電影資料庫收集到四千多個評價，平均得分為8.1分（最高10分）。有影評人在香港電影評論學會撰寫評論文章，認為《甜蜜蜜》是外界一致讚賞的港產片，黎明、張曼玉、曾志偉、楊恭如等主要演員彼此合作無間，其演出的角色成為香港人的流行文化記憶之一。
對於男主角黎明在各界一致看好的情況下失落香港電影金像獎最佳男主角，有媒體認為事件讓大眾感到婉惜，導演陳可辛表示感到失望，同時認為太早給黎明得獎也未必是好事，認為黎明的演出已經獲得很好的反應。不少觀眾向報館表達不滿，認為黎明未能獲獎是因為遭到香港電影業界排斥，黎明則認為獲得提名已經是業界對他的支持，並感謝觀眾的關心和認同。黎明當時的經理人陳善之對於黎明未能獲得最佳男主角獎項感到失望，表示「不會忘記那失望的時刻」，同時認為電影尾聲的大特寫鏡頭可以拍得更細緻。
從事電影導演、編劇兼作家的何言，在其出版的著作中表示《甜蜜蜜》是黎明的個人代表作，作者認為黎明優雅而內斂的氣質，契合了電影中「黎小軍」的角色特性，成為經典的電影角色之一，同時為黎明的演藝事業帶來新的發展。2006年，香港杜莎夫人蠟像館以黎明在電影中的騎單車造型塑造蠟像，存放於「世界首映」展區。

## 獎項
| 年份 | 頒獎典禮                  | 獎項               | 名單       | 結果 |
| ---- | ------------------------- | ------------------ | ---------- | ---- |
| 1996 | 第3屆香港電影評論學會大獎 | 最佳電影           | 《甜蜜蜜》 | 獲獎 |
| 1996 | 第3屆香港電影評論學會大獎 | 最佳導演           | 陳可辛     | 獲獎 |
| 1996 | 第3屆香港電影評論學會大獎 | 最佳編劇           | 岸西       | 提名 |
| 1996 | 第3屆香港電影評論學會大獎 | 最佳男演員         | 曾志偉     | 提名 |
| 1996 | 第3屆香港電影評論學會大獎 | 最佳女演員         | 張曼玉     | 獲獎 |
| 1997 | 第16屆香港電影金像獎      | 最佳電影           | 《甜蜜蜜》 | 獲獎 |
| 1997 | 第16屆香港電影金像獎      | 最佳導演           | 陳可辛     | 獲獎 |
| 1997 | 第16屆香港電影金像獎      | 最佳編劇           | 岸西       | 獲獎 |
| 1997 | 第16屆香港電影金像獎      | 最佳男主角         | 黎明       | 提名 |
| 1997 | 第16屆香港電影金像獎      | 最佳女主角         | 張曼玉     | 獲獎 |
| 1997 | 第16屆香港電影金像獎      | 最佳男配角         | 曾志偉     | 獲獎 |
| 1997 | 第16屆香港電影金像獎      | 最佳新演員         | 楊恭如     | 提名 |
| 1997 | 第16屆香港電影金像獎      | 最佳攝影           | 馬楚成     | 獲獎 |
| 1997 | 第16屆香港電影金像獎      | 最佳美術指導       | 奚仲文     | 獲獎 |
| 1997 | 第16屆香港電影金像獎      | 最佳服裝造型設計   | 吳里璐     | 獲獎 |
| 1997 | 第16屆香港電影金像獎      | 最佳原創音樂       | 趙增熹     | 獲獎 |
| 1997 | 第23屆西雅圖國際電影節    | 金太空針獎最佳影片 | 《甜蜜蜜》 | 獲獎 |
| 1997 | 第42屆亞太影展            | 最佳女演員         | 張曼玉     | 獲獎 |
| 1997 | 第42屆亞太影展            | 最佳編劇           | 岸西       | 獲獎 |
| 1997 | 第34屆金馬獎              | 最佳劇情片         | 《甜蜜蜜》 | 獲獎 |
| 1997 | 第34屆金馬獎              | 最佳女主角         | 張曼玉     | 獲獎 |
| 1997 | 第34屆金馬獎              | 最佳男配角         | 曾志偉     | 提名 |
| 1997 | 第34屆金馬獎              | 最佳原著劇本       | 岸西       | 提名 |
| 1997 | 第34屆金馬獎              | 最佳攝影           | 馬楚成     | 提名 |
| 1997 | 第34屆金馬獎              | 最佳造型設計       | 吳里璐     | 提名 |

### 榮譽
- 1997年美國《時代週刊》年度全球十大佳片第2名

## 影音作品

### 主題曲及配樂
電影《甜蜜蜜》的同名主題曲〈甜蜜蜜〉是歌手鄧麗君在中國大陸最為人耳熟能詳的代表作品之一，改編自印尼民謠〈划舢舨〉，由本片的男主角黎明重新演繹，歌曲分別收錄於粵語專輯《Perhaps...》及國語專輯《口不對心》。本片的配樂由音樂人趙增熹創作，於2006年發行電影原聲專輯。
曲目列表：
CD1
1. Intro（02:27）
2. XiaoTing & HongKong（00:23）
3. Aunt（00:30）
4. Rose（01:14）
5. March on（01:12）
6. LiQiao（01:26）
7. Jerrimy（01:24）
8. Bicycle" Means "Car（01:47）
9. Teresa Teng（03:11）
10. Dissolved Chocolate（02:00）
11. Single Penny Left（01:40）
12. Claws（02:01）
13. Dream（05:00）
14. Pao Au-Yeung（00:52）
15. Love Letter（01:16）
16. Bridegroom Li（01:19）
17. The Peninsula Hotel（01:19）
18. Re-encounter（01:20）
19. My Love（03:27）
20. Golden Chain（04:34）
21. Nearest & Dearest（01:32）
22. Take Care（01:06）
23. New York（00:29）
24. Micky Mouse（01:26）
25. Inoubliable（01:35）
26. Lost（01:23）
27. Death For Love（02:52）
28. Li's Song（01:51）

CD2
1. 再見 我的愛人（鄧麗君）（03:29）
2. 月亮代表我的心（鄧麗君）（03:32）
3. 甜蜜蜜（鄧麗君）（03:31）

### 音像製品
| 發行日期     | 規格           | 發行公司     | 發行地     | 產品編號 |
| ------------ | -------------- | ------------ | ---------- | -------- |
| 2017年3月3日 | 修復版DVD      | 得利影视     | 台灣、香港 | WBD3171  |
| 2017年3月3日 | 修復版藍光光碟 | 得利影视     | 台灣、香港 | WBB2596  |
| 2017年3月9日 | 修復版藍光光碟 | 華納兄弟影業 | 韓國       | WBB2596  |
| 2017年6月7日 | 修復版藍光光碟 | 上海新索音樂 | 中國大陸   | WBB2596  |

## 外部連結
- 《甜蜜蜜 （页面存档备份，存于）》在香港雅虎的電影頁面（繁體中文）
- 香港影庫上《甜蜜蜜》的資料（繁體中文）
- 開眼電影網上《甜蜜蜜》的資料（繁體中文）
- 豆瓣电影上《甜蜜蜜》的資料 （简体中文）
- 时光网上《甜蜜蜜》的資料（简体中文）
- AllMovie上《甜蜜蜜》的资料（英文）
- 爛番茄上《甜蜜蜜》的資料（英文）
- 互联网电影数据库（IMDb）上《甜蜜蜜》的资料（英文）